# Championnat NCAA de football américain 2020
Navigation
Édition précédente Édition suivante
Le Championnat NCAA de football américain 2020 est la saison 2020 du championnat de football américain universitaire de Division I (FBS) organisé par la NCAA aux États-Unis. Il rassemble 130 équipes.
Sujette à l'évolution de la Pandémie de Covid-19 aux États-Unis, la saison régulière a débuté le 29 août 2019. Le programme des équipes a été modifié en fonction, le nombre de match ayant dans l'ensemble été réduit. Les finales de conférences sont programmées lors du week-end des 18 et 19 décembre 2020. La fin de saison doit normalement avoir lieu le 11 janvier 2021 à l'occasion du 7e College Football Championship Game 2021 qui se jouera au Hard Rock Stadium de Miami Gardens en Floride. Les deux finalistes seront issus du tournoi réunissant les 4 meilleures équipes de la saison, celles-ci étant désignées par le Comité du College Football Playoff.
La présente saison est considérée également comme la 151e saison de l'histoire du football universitaire, aucun match n'ayant été joué en 1871.

## Impact de la Pandémie de Covid-19
À cause de la pandémie de Covid-19 aux États-Unis, plusieurs universités et conférences ont décidé de suspendre, reporter ou annuler leur saison de football américain. 
- Les conférences Pac-12 et Big 10 membres du « Power 5 » ainsi que les conférences MAC et MWC membres du « Group of 5 » sont les premières à annuler leur saison se laissant toutefois la possibilité de la reporter au printemps 2021[1],[2] ;
- Trois programmes Indépendants, les Minutemen d'UMass, les Huskies du Connecticut et les Aggies de New Mexico State, annoncent également annuler leur saison de football américain[3],[4],[5] ;
- Les Monarchs d'Old Dominion de la conférence USA annoncent annuler leur saison de football américain indépendamment d'une éventuelle future prise de position de leur conférence[6] ;
- Le 24 août 2020, l''université d'État de Caroline du Nord suspend toutes ses activités sportives en ce compris celles de l'équipe du Wolfpack de NC State en Atlantic Coast Conference[7].

Par la suite, la Big Ten et la Mountain West décident de reprendre la saison le 24 octobre, la Mid-American le 4 novembre et le Pac-12 le 6 novembre. Cependant, la reprise se fait avec des calendriers réduits et déplacements plus courts. Enfin, beaucoup de rencontres sont annulées ou reportées en fonction des cas positifs au sein des programmes.

## Changements

### Changements dans les conférences
| Programme                    | Ancienne conférence          | Nouvelle conférence       | Notes                                                                               |
| ---------------------------- | ---------------------------- | ------------------------- | ----------------------------------------------------------------------------------- |
| Huskies du Connecticut       | American Athletic Conference | Indépendants              |                                                                                     |
| Fighting Irish de Notre Dame | Indépendants                 | Atlantic Coast Conference | En raison de la pandémie de Covid-19, Notre Dames intègre l'ACC pour la saison 2020 |

### Nouvelles règles
Les règles suivantes ont été approuvées par la NCAA pour la saison 2020 :
- Les joueurs exclus à la suite d'une faute pour targeting pourront rester (s'ils le désirent) sur leur banc de touche jusqu'à la fin du match. Précédemment, ils devaient rentrer aux vestiaires.
- Seuls deux joueurs d'une même équipe pourront porter le même numéro ;
- Le no 0 peut être porté comme numéro officiel de maillot ;
- L'autorité des arbitres avant le coup d'envoi passe de 60 à 90 minutes ; lors des échauffements, un entraîneur de chaque équipe devra être en permanence sur le terrain et tous les joueurs devront être identifiables par un maillot numéroté ;
- Une durée maximale de 2 minutes doit devenir la norme lors de la révision des phases de jeu par vidéo ; des exceptions seront acceptées pour les phases complexes ou lors de situations de fin de match ;
- Si le chronomètre expire à la fin d'une mi-temps, celle-ci se termine à moins qu'une révision vidéo demandée par les arbitres ne détermine que le chronomètre aurait dû s'arrêter en laissant au moins 3 secondes de temps de jeu à jouer.

### Les stades
- Jaguars de South Alabama : Le Hancock Whitney Stadium (en) devient leur nouveau stade en remplacement du Ladd Peebles Stadium. Le premier match de leur histoire dans ce stade a été joué le 12 septembre contre les Tigers de Grambling State[9] ;

- Rebels de l'UNLV : l'Allegiant Stadium devient leur stade en remplacement du Sam Boyd Stadium. Leur premier match dans ce stade a eu lieu le 29 août contre les Golden Bears de la Californie[10] ;

- Blazers de l'UAB : ils jouent leur dernière saison au Legion Field avant de déménager en 2021 vers le Protective Stadium situé sur le Birmingham–Jefferson Convention Complex (en). Leur dernier match au Legion Field est prévu le 28 novembre 2020 contre les Golden Eagles de Southern Miss[11] ;

- Panthers de Georgia State : le « Georgia State Stadium » est rebaptisé Center Parc Stadium à la suite du rachat des droits du nom par la société  « Atlanta Postal Credit Union »[12] ;

- Knights de l'UCF : le « Spectrum Stadium » est rebaptisé Bounce House[13] à la suite de la fin du contrat portant sur les droits du nom du stade avec la société Charter Spectrum, un potentiel nouveau contrat avec la firme « RoofClaim.com » ayant échoué.

## Matchs inauguraux

### Semaine zéro
La saison régulière débute le samedi 29 août avec sept matchs lors de la semaine dénommée "zéro" :
| Match            | Match         | Lieu                                                | Nom de l’événement   | Notes |
| ---------------- | ------------- | --------------------------------------------------- | -------------------- | --- |
| Navy             | Notre Dame    | Aviva Stadium, Dublin, Irlande                      | Emerald Isle Classic | Reprogrammé à la suite de la pandémie de Covid-19, le match devait se jouer au Navy-Marine Corps Memorial Stadium situé à Annapolis dans le Maryland. La rencontre est annulée à la suite de la réorganisation du calendrier de Notre Dame. |
| Hawaii           | Arizona       | Arizona Stadium, Tucson, Arizona                    |                      | Annulé à la suite de la pandémie de Covid-19 |
| Marshall         | East Carolina | Dowdy-Ficklen Stadium, Greenville, Caroline du Nord |                      | Match commémorant le 50e anniversaire du crash d'avion ayant tué 75 personnes dont 37 joueurs de l'équipe de Marshall alors qu'ils revenaient d'un match disputé à East Carolina. Réporté au mois de septembre.                             |
| California       | UNLV          | Allegiant Stadium, Las Vegas, Nevada                |                      | Annulé à la suite de la pandémie de Covid-19 |
| Idaho State      | New Mexico    | Dreamstyle Stadium, Albuquerque, Nouveau-Mexique    |                      | Annulé à la suite de la pandémie de Covid-19 |
| New Mexico State | UCLA          | Rose Bowl, Los Angeles, Californie                  |                      | Annulé à la suite de la pandémie de Covid-19 |
| UC Davis         | Nevada        | Mackay Stadium (en), Reno, Nevada                   |                      | Annulé à la suite de la pandémie de Covid-19 |

### 1resemaine
La majorité des équipes de la Division I FBS débuteront leur saison le weekend du Jour du Travail (Labour Day). Quatre matchs seront joués sur terrain neutre :
| Match         | Match         | Lieu                                   | Nom de l’événement        | Notes                                        |
| ------------- | ------------- | -------------------------------------- | ------------------------- | -------------------------------------------- |
| Baylor        | Ole Miss      | NRG Stadium, Houston, Texas            | Texas Kickoff             | Annulé à la suite de la pandémie de Covid-19 |
| Florida State | West Virginia | Mercedes-Benz Stadium, Atlanta Géorgie | Chick-fil-A Kickoff Games | Annulé à la suite de la pandémie de Covid-19 |
| Georgia       | Virginia      | Mercedes-Benz Stadium, Atlanta Géorgie | Chick-fil-A Kickoff Games | Annulé à la suite de la pandémie de Covid-19 |
| Alabama       | USC           | AT&T Stadium, Arlington, Texas         | Advocare Classic          | Annulé à la suite de la pandémie de Covid-19 |

### 2esemaine
| Match  | Match          | Lieu                                    | Nom de l’événement       | Notes                                     |
| ------ | -------------- | --------------------------------------- | ------------------------ | ----------------------------------------- |
| Auburn | North Carolina | Mercedes-Benz Stadium, Atlanta, Géorgie | Chick-fil-A Kickoff Game | Annulé à cause de la pandémie de Covid-19 |

## Résultats de la saison régulière
| Sigle | Signification                                                                                  |
| ----- | ---------------------------------------------------------------------------------------------- |
| §     | Co-champions de Conference                                                                     |
| ^     | Participant au College Football Playoff                                                        |
| †     | Champion de Conférence                                                                         |
| x     | Champion/co-champions de Division                                                              |
| ≈     | Inéligible pour un bowl d'après-saison à cause des règles de transition entre FCS et FBS       |
| ≈≈    | Inéligible pour un bowl d'après-saison à cause de sanctions (Academic Progress Rate Penalties) |
| C-19  | Saison annulée par l'université à cause de la pandémie de Covic-19                             |

### Classement des conférences
| American Athletic Conference                                    |        |               |      |      |       |       |
| Équipe                                                          | Équipe | Équipe        | Conf | Conf | Total | Total |
| Équipe                                                          | Équipe | Équipe        | V    | D    | V     | D     |
| # 9                                                             | y      | Cincinnati    | 6    | 0    | 9     | 0     |
| # 23                                                            | y      | Tulsa         | 6    | 0    | 6     | 2     |
|                                                                 |        | Memphis       | 5    | 3    | 7     | 3     |
|                                                                 |        | UCF           | 5    | 3    | 6     | 3     |
|                                                                 |        | SMU           | 4    | 3    | 7     | 3     |
|                                                                 |        | Houston       | 3    | 3    | 3     | 4     |
|                                                                 |        | Navy          | 3    | 4    | 3     | 7     |
|                                                                 |        | Tulane        | 3    | 5    | 6     | 5     |
|                                                                 |        | East Carolina | 3    | 5    | 3     | 6     |
|                                                                 |        | Temple        | 1    | 6    | 1     | 6     |
|                                                                 |        | South Florida | 0    | 7    | 1     | 8     |
| Finale de Conférence le 19 déc. 2020 : Cincinnati 27 - 24 Tulsa |        |               |      |      |       |       |

| Atlantic Coast Conference                                         |        |                      |      |      |       |       |
| Équipe                                                            | Équipe | Équipe               | Conf | Conf | Total | Total |
| Équipe                                                            | Équipe | Équipe               | V    | D    | V     | D     |
| # 2                                                               | y      | Notre Dame           | 9    | 0    | 10    | 1     |
| # 3                                                               | y      | Clemson              | 8    | 1    | 10    | 1     |
| # 15                                                              |        | North Carolina       | 7    | 3    | 8     | 3     |
| # 18                                                              |        | Miami (FL)           | 7    | 2    | 8     | 2     |
| # 22                                                              |        | North Carolina State | 7    | 3    | 8     | 3     |
|                                                                   |        | Boston College       | 5    | 5    | 6     | 5     |
|                                                                   |        | Pittsburgh           | 5    | 5    | 6     | 5     |
|                                                                   |        | Virginia Tech        | 5    | 5    | 5     | 6     |
|                                                                   |        | Virginia             | 4    | 5    | 5     | 5     |
|                                                                   |        | Wake Forest          | 3    | 4    | 4     | 4     |
|                                                                   |        | Georgia Tech         | 3    | 6    | 3     | 7     |
|                                                                   |        | Louisville           | 3    | 7    | 4     | 7     |
|                                                                   |        | Florida State        | 2    | 6    | 3     | 6     |
|                                                                   |        | Duke                 | 1    | 9    | 2     | 9     |
|                                                                   |        | Syracuse             | 1    | 9    | 1     | 10    |
| Finale de Conférence le 19 déc. 2020 : Notre Dame 10 - 34 Clemson |        |                      |      |      |       |       |

| Big Ten Conference                                                     |        |                |      |      |       |       |
| Équipe                                                                 | Équipe | Équipe         | Conf | Conf | Total | Total |
| Équipe                                                                 | Équipe | Équipe         | V    | D    | V     | D     |
| East                                                                   |        |                |      |      |       |       |
| # 4                                                                    | xy     | Ohio State     | 5    | 0    | 6     | 0     |
| # 11                                                                   |        | Indiana        | 6    | 1    | 6     | 1     |
|                                                                        |        | Penn State     | 4    | 5    | 4     | 5     |
|                                                                        |        | Maryland       | 2    | 3    | 2     | 3     |
|                                                                        |        | Rutgers        | 3    | 6    | 3     | 6     |
|                                                                        |        | Michigan       | 2    | 4    | 2     | 4     |
|                                                                        |        | Michigan State | 2    | 5    | 2     | 5     |
| West                                                                   |        |                |      |      |       |       |
| # 14                                                                   | xy     | Northwestern   | 6    | 1    | 6     | 2     |
| # 16                                                                   |        | Iowa           | 6    | 2    | 6     | 2     |
|                                                                        |        | Minnesota      | 3    | 3    | 3     | 3     |
|                                                                        |        | Wisconsin      | 2    | 3    | 2     | 3     |
|                                                                        |        | Nebraska       | 3    | 5    | 3     | 5     |
|                                                                        |        | Purdue         | 2    | 4    | 2     | 4     |
|                                                                        |        | Illinois       | 2    | 6    | 2     | 5     |
| Finale de Conférence le 19 déc. 2020 : Ohio State 22 - 10 Northwestern |        |                |      |      |       |       |

| Big 12 Conference                                                  |        |                |      |      |       |       |
| Équipe                                                             | Équipe | Équipe         | Conf | Conf | Total | Total |
| Équipe                                                             | Équipe | Équipe         | V    | D    | V     | D     |
| # 6                                                                | y      | Iowa State     | 8    | 1    | 8     | 3     |
| # 10                                                               | y      | Oklahoma       | 6    | 2    | 8     | 2     |
| # 20                                                               |        | Texas          | 5    | 3    | 6     | 3     |
| # 21                                                               |        | Oklahoma State | 6    | 3    | 7     | 3     |
|                                                                    |        | West Virginia  | 4    | 4    | 5     | 4     |
|                                                                    |        | TCU            | 5    | 4    | 6     | 4     |
|                                                                    |        | Kansas State   | 4    | 5    | 4     | 6     |
|                                                                    |        | Texas Tech     | 3    | 6    | 4     | 6     |
|                                                                    |        | Baylor         | 2    | 7    | 2     | 7     |
|                                                                    |        | Kansas         | 0    | 8    | 0     | 9     |
| Finale de Conférence le 19 déc. 2020 : Iowa State 21 - 27 Oklahoma |        |                |      |      |       |       |

| Conference USA                                              |        |                  |      |      |       |       |
| Équipe                                                      | Équipe | Équipe           | Conf | Conf | Total | Total |
| Équipe                                                      | Équipe | Équipe           | V    | D    | V     | D     |
| East                                                        |        |                  |      |      |       |       |
|                                                             | xy     | Marshall         | 4    | 1    | 7     | 2     |
|                                                             |        | Florida Atlantic | 4    | 2    | 5     | 3     |
|                                                             |        | Western Kentucky | 4    | 3    | 5     | 6     |
|                                                             |        | Charlotte        | 2    | 2    | 2     | 4     |
|                                                             |        | Middle Tennessee | 2    | 4    | 3     | 6     |
|                                                             |        | FIU              | 0    | 3    | 0     | 5     |
|                                                             |        | Old Dominium     | C-19 | C-19 | C-19  | C-19  |
| West                                                        |        |                  |      |      |       |       |
|                                                             | x§     | UAB              | 3    | 1    | 6     | 3     |
|                                                             |        | UTSA             | 5    | 2    | 7     | 4     |
|                                                             |        | Louisiana Tech   | 4    | 2    | 5     | 4     |
|                                                             |        | North Texas      | 3    | 4    | 4     | 5     |
|                                                             |        | Rice             | 2    | 3    | 2     | 3     |
|                                                             |        | Southern Miss    | 2    | 4    | 3     | 7     |
|                                                             |        | UTEP             | 0    | 4    | 3     | 5     |
| Finale de Conférence le 18 déc. 2020 : Marshall 13 - 22 UAB |        |                  |      |      |       |       |

| Mid-American Conference                                           |        |                   |      |      |       |       |
| Équipe                                                            | Équipe | Équipe            | Conf | Conf | Total | Total |
| Équipe                                                            | Équipe | Équipe            | V    | D    | V     | D     |
| East                                                              |        |                   |      |      |       |       |
|                                                                   | xy     | Buffalo           | 5    | 0    | 5     | 1     |
|                                                                   |        | Kent State        | 3    | 1    | 3     | 1     |
|                                                                   |        | Ohio              | 2    | 1    | 2     | 1     |
|                                                                   |        | Miami (Ohio)      | 2    | 1    | 2     | 1     |
|                                                                   |        | Akron             | 1    | 5    | 1     | 5     |
|                                                                   |        | Bowling Green     | 0    | 5    | 0     | 5     |
| West                                                              |        |                   |      |      |       |       |
|                                                                   | x§     | Ball State        | 5    | 1    | 6     | 1     |
|                                                                   |        | Western Michigan  | 4    | 2    | 4     | 2     |
|                                                                   |        | Toledo            | 4    | 2    | 4     | 2     |
|                                                                   |        | Central Michigan  | 3    | 3    | 3     | 3     |
|                                                                   |        | Eastern Michigan  | 2    | 4    | 2     | 4     |
|                                                                   |        | Northern Illinois | 0    | 6    | 0     | 6     |
| Finale de Conférence le 18 déc. 2020 : Buffalo 28 - 38 Ball State |        |                   |      |      |       |       |

| Mountain West Conference                                                  |        |                 |      |      |       |       |
| Équipe                                                                    | Équipe | Équipe          | Conf | Conf | Total | Total |
| Équipe                                                                    | Équipe | Équipe          | V    | D    | V     | D     |
| # 25                                                                      | y      | San Jose State  | 6    | 0    | 7     | 0     |
|                                                                           | y      | Boise State     | 5    | 0    | 5     | 2     |
|                                                                           |        | Nevada          | 6    | 2    | 6     | 2     |
|                                                                           |        | San Diego State | 4    | 2    | 4     | 4     |
|                                                                           |        | Hawaii          | 4    | 4    | 4     | 4     |
|                                                                           |        | Fresno State    | 3    | 3    | 3     | 3     |
|                                                                           |        | Air Force       | 2    | 2    | 2     | 3     |
|                                                                           |        | Wyoming         | 2    | 4    | 2     | 4     |
|                                                                           |        | New Mexico      | 2    | 5    | 2     | 5     |
|                                                                           |        | Colorado State  | 1    | 3    | 1     | 3     |
|                                                                           |        | Utah State      | 1    | 5    | 1     | 5     |
|                                                                           |        | UNLV            | 0    | 6    | 0     | 6     |
| Finale de Conférence le 19 déc. 2020 : San Jose State 34 - 20 Boise State |        |                 |      |      |       |       |

| Pacific-12 Conference                                     |        |                  |      |      |       |       |
| Équipe                                                    | Équipe | Équipe           | Conf | Conf | Total | Total |
| Équipe                                                    | Équipe | Équipe           | V    | D    | V     | D     |
| North                                                     |        |                  |      |      |       |       |
|                                                           | xy     | Washington       | 3    | 1    | 3     | 1     |
|                                                           | x§     | Oregon           | 3    | 2    | 4     | 2     |
|                                                           |        | Stanford         | 4    | 2    | 4     | 2     |
|                                                           |        | Oregon State     | 2    | 5    | 2     | 5     |
|                                                           |        | California       | 1    | 3    | 1     | 3     |
|                                                           |        | Washington State | 1    | 3    | 1     | 3     |
| South                                                     |        |                  |      |      |       |       |
| # 13                                                      | xy     | USC              | 5    | 0    | 5     | 1     |
| # 25                                                      |        | Colorado         | 3    | 1    | 4     | 1     |
|                                                           |        | Utah             | 3    | 2    | 3     | 2     |
|                                                           |        | UCLA             | 3    | 4    | 3     | 4     |
|                                                           |        | Arizona State    | 2    | 2    | 2     | 2     |
|                                                           |        | Arizona          | 0    | 5    | 0     | 5     |
| Finale de Conférence le 18 déc. 2020 : Oregon 31 - 24 USC |        |                  |      |      |       |       |

| Southeastern Conference (SEC)                                  |        |                        |      |      |       |       |
| Équipe                                                         | Équipe | Équipe                 | Conf | Conf | Total | Total |
| Équipe                                                         | Équipe | Équipe                 | V    | D    | V     | D     |
| East                                                           |        |                        |      |      |       |       |
| # 7                                                            | xy     | Florida                | 8    | 2    | 8     | 3     |
| # 8                                                            |        | Georgia                | 7    | 2    | 7     | 2     |
|                                                                |        | Missouri               | 5    | 5    | 5     | 5     |
|                                                                |        | Kentucky               | 4    | 6    | 4     | 6     |
|                                                                |        | Tennessee              | 3    | 7    | 3     | 7     |
|                                                                |        | South Carolina         | 2    | 8    | 2     | 8     |
|                                                                |        | Vanderbilt             | 0    | 9    | 0     | 9     |
| West                                                           |        |                        |      |      |       |       |
| # 1                                                            | xy     | Alabama                | 10   | 0    | 11    | 0     |
| # 5                                                            |        | Texas A&M              | 8    | 1    | 8     | 1     |
|                                                                |        | Auburn                 | 6    | 4    | 6     | 4     |
|                                                                |        | LSU                    | 5    | 5    | 5     | 5     |
|                                                                |        | Ole Miss (Mississippi) | 4    | 5    | 4     | 5     |
|                                                                |        | Arkansas               | 3    | 7    | 3     | 7     |
|                                                                |        | Mississippi State      | 3    | 7    | 3     | 7     |
| Finale de Conférence le 19 déc. 2020 : Florida 46 - 52 Alabama |        |                        |      |      |       |       |

| Sun Belt Conference                     |        |                   |      |      |       |       |
| Équipe                                  | Équipe | Équipe            | Conf | Conf | Total | Total |
| Équipe                                  | Équipe | Équipe            | V    | D    | V     | D     |
| East                                    |        |                   |      |      |       |       |
| # 12                                    | x§     | Coastal Carolina  | 8    | 0    | 11    | 0     |
|                                         |        | Appalachian State | 6    | 2    | 8     | 3     |
|                                         |        | Georgia Southern  | 4    | 3    | 7     | 4     |
|                                         |        | Georgia State     | 4    | 4    | 5     | 4     |
|                                         |        | Troy              | 3    | 4    | 5     | 6     |
| West                                    |        |                   |      |      |       |       |
| # 19                                    | x§     | Louisiana         | 7    | 1    | 9     | 1     |
|                                         |        | South Alabama     | 3    | 5    | 4     | 7     |
|                                         |        | Arkansas State    | 2    | 6    | 4     | 7     |
|                                         |        | Texas State       | 2    | 6    | 2     | 10    |
|                                         |        | Louisiana-Monroe  | 0    | 7    | 0     | 10    |
| Finale de Conférence annulée (Covid-19) |        |                   |      |      |       |       |

| Indépendants |                     |       |       |
| Équipe       | Équipe              | Total | Total |
| Équipe       | Équipe              | V     | D     |
| # 17         | Brigham Young (BYU) | 10    | 1     |
|              | Liberty             | 9     | 1     |
|              | Army                | 9     | 2     |
|              | UMass               | 0     | 4     |
|              | New Mexico State    | 1     | 1     |
|              | UConn               | C-19  | C-19  |

### Finales de conférence
| Conférences | Dates            | Stades                                                 | Finalistes                  | Finalistes              | Scores             |
| ----------- | ---------------- | ------------------------------------------------------ | --------------------------- | ----------------------- | ------------------ |
| AAC         | 19 décembre 2020 | Nippert Stadium, Cincinnati, Ohio                      | #9 Cincinnati (East)        | #23 Tulsa (West)        | 27 - 24            |
| ACC         | 19 décembre 2020 | Bank of America Stadium, Charlotte, Caroline du Nord   | #2 Notre Dame               | #4 Clemson              | 10 - 34            |
| Big Ten     | 19 décembre 2020 | Lucas Oil Stadium, Indianapolis, Indiana               | #4 Ohio State (East)        | #14 Northwestern (West) | 22 - 10            |
| BIG 12      | 19 décembre 2020 | AT&T Stadium, Arlington, Texas                         | #6 Iowa State               | #10 Oklahoma            | 21 - 27            |
| C-USA       | 18 décembre 2020 | Joan C. Edwards Stadium, Huntington, Virginie-Occ.     | Marshall (East)             | UAB (West)              | 13 - 22            |
| MAC         | 18 décembre 2020 | Ford Field, Détroit, Michigan                          | #23 Buffalo (East)          | Ball State (West)       | 28 - 38            |
| MW          | 19 décembre 2020 | Sam Boyd Stadium, Las Vegas, Nevada                    | #24 San Jose State          | Boise State             | 34 - 20            |
| Pac-12      | 18 décembre 2020 | Los Angeles Memorial Coliseum, Los Angeles, Californie | #13 USC (South)             | Oregon (North)          | 24 - 31            |
| SEC         | 19 décembre 2020 | Mercedes-Benz Stadium, Atlanta, Géorgie                | #7 Florida (East)           | #1 Alabama (West)       | 46 - 52            |
| Sun Belt    | 19 décembre 2020 | Brooks Stadium, Conway, Caroline du Sud                | #12 Coastal Carolina (East) | #19 Louisiana (West)    | Annulée (Covid-19) |

### Palmarès des conférences
| Conférence                   | Champion                      | MVP (Joueur global de l'année)            | Joueur offensif de l'année         | Joueur défensif de l'année                                         | Entraîneur de l'année                     |
| ---------------------------- | ----------------------------- | ----------------------------------------- | ---------------------------------- | ------------------------------------------------------------------ | ----------------------------------------- |
| American Athletic Conference | Cincinnati                    | Non présenté par conférence               | Desmond Ridder, QB, Cincinnati     | Zaven Collins, LB, Tulsa                                           | Luke Fickell (en), HC, Cincinnati         |
| Atlantic Coast Conference    | Clemson                       | Trevor Lawrence, QB, Clemson              | Trevor Lawrence, QB, Clemson       | Jeremiah Owusu-Koramoah, LB, Notre Dame                            | Brian Kelly, HC, Notre Dame               |
| Big Ten Conference           | Ohio State                    | Non présenté par conférence               | Justin Fields, QB, Ohio State      | Daviyon Nixon (en), DT, Iowa                                       | Tom Allen (en), HC, Indiana               |
| Big 12 Conference            | Oklahoma                      | Non présenté par conférence               | Breece Hall, RB, Iowa State        | Mike Rose (en), LB, Iowa State                                     | Matt Campbell (en), HC, Iowa State        |
| Conference USA               | UAB                           | Jaelon Darden, WR, North Texas            | Sincere McCormick, RB, UTSA        | Tavante Beckett, LB, Marshall                                      | Doc Holliday (en), HC, Marshall           |
| Mid-American Conference      | Ball State                    | Jaret Patterson (en), RB, Buffalo         | Jaret Patterson, RB, Buffalo       | Troy Hairston, DL, Central Michigan Brandon Martin, LB, Ball State | Lance Leipold (en), HC, Buffalo           |
| Mountain West Conference     | San Jose State                | Non présenté par conférence               | Carson Strong (en), QB, Nevada     | Cade Hall, DL, San Jose State                                      | Brent Brennan (en), HC, San Jose State    |
| Pac-12 Conference            | Oregon                        | Non présenté par conférence               | Jarek Broussard (en), RB, Colorado | Talanoa Hufanga, S, USC                                            | Karl Dorrell (en), HC, Colorado           |
| Southeastern Conference      | Alabama                       | Non présenté par conférence               | DeVonta Smith, WR, Alabama         | Patrick Surtain II, DB, Alabama                                    | Nick Saban, HC, Alabama                   |
| Sun Belt Conference          | Coastal Carolina et Louisiana | Grayson McCall (en), QB, Coastal Carolina | Jonathan Adams, WR, Arkansas State | Tarron Jackson (en), DL, Coastal Carolina                          | Jamey Chadwell (en), HC, Coastal Carolina |

### Classements
Le classement CFP ci-dessous est celui qui a été établi par le Comité de Sélection du College Football Playoff.
L'évolution au fil des semaines du classement CFP (ainsi que ceux des médias AP et USA Today Coaches) peut être visualisée sur la page Classements de la saison 2020 de NCAA (football américain).
| Couleur | Signification                        |
| ------- | ------------------------------------ |
| Or      | Équipe championne                    |
| Orange  | Équipe ayant participé aux play-offs |

|       | College Football Playoff | College Football Playoff |
| ----- | ------------------------ | ------------------------ |
| Place | Équipe                   | V – D                    |
| 1er   | Alabama                  | 11 - 0                   |
| 2e    | Clemson                  | 10 - 1                   |
| 3e    | Ohio State               | 06 - 0                   |
| 4e    | Notre Dame               | 10 - 1                   |
| 5e    | Texas A&M                | 08 - 1                   |
| 6e    | Oklahoma                 | 08 - 2                   |
| 7e    | Florida                  | 08 - 3                   |
| 8e    | Cincinnati               | 09 - 0                   |
| 9e    | Georgia                  | 07 - 2                   |
| 10e   | Iowa State               | 08 - 3                   |
| 11e   | Indiana                  | 06 - 1                   |
| 12e   | Coastal Carolina         | 11 - 0                   |
| 13e   | North Carolina           | 08 - 3                   |
| 14e   | Northwestern             | 06 - 1                   |
| 15e   | Iowa                     | 06 - 2                   |
| 16e   | BYU                      | 10 - 1                   |
| 17e   | USC                      | 05 - 1                   |
| 18e   | Miami                    | 08 - 2                   |
| 19e   | Louisiana                | 09 - 1                   |
| 20e   | Texas                    | 06 - 3                   |
| 21e   | Oklahoma State           | 07 - 3                   |
| 22e   | San Jose State           | 07 - 0                   |
| 23e   | NC State                 | 08 - 3                   |
| 24e   | Tulsa                    | 06 - 1                   |
| 25e   | Oregon                   | 04 - 2                   |

|       | Associated Press   | Associated Press |                    | Coache's | Coache's |
| ----- | ------------------ | ---------------- | ------------------ | -------- | -------- |
| Place | Équipe             | V – D            |                    | Équipe   | V – D    |
| 1er   | Alabama            | 13-0             |                    | Alabama  | 13-0     |
| 2e    | Ohio State         | 7-1              | Ohio State         | 7-1      |          |
| 3e    | Clemson            | 10-2             | Clemson            | 10-2     |          |
| 4e    | Texas A&M          | 9-1              | Texas A&M          | 9-1      |          |
| 5e    | Notre Dame         | 10-2             | Notre Dame         | 10-2     |          |
| 6e    | Oklahoma           | 9-2              | Oklahoma           | 9-2      |          |
| 7e    | Georgia            | 8-2              | Georgia            | 8-2      |          |
| 8e    | incinnati          | 9-1              | Cincinnati         | 9-1      |          |
| 9e    | Iowa State         | 9-3              | Iowa State         | 9-3      |          |
| 10e   | Northwestern       | 7-2              | Northwestern       | 7-2      |          |
| 11e   | BYU                | 11-1             | BYU                | 11-1     |          |
| 12e   | Indiana            | 6-2              | Florida            | 8-4      |          |
| 13e   | Florida            | 8-4              | Indiana            | 6-2      |          |
| 14e   | Coastal California | 11-1             | Coastal California | 11-1     |          |
| 15e   | Louisiana          | 10-1             | Iowa               | 6-2      |          |
| 16e   | Iowa               | 6-2              | Louisiana          | 10-1     |          |
| 17e   | Liberty            | 10-1             | North Carolina     | 8-4      |          |
| 18e   | North Carolina     | 8-4              | Liberty            | 10-1     |          |
| 19e   | Texas              | 7-3              | Oklahoma State     | 8-3      |          |
| 20e   | Oklahoma State     | 8-3              | Texas              | 7-3      |          |
| 21e   | USC                | 5-1              | USC                | 5-1      |          |
| 22e   | Miami (FL)         | 8-3              | Miami (FL)         | 8-3      |          |
| 23e   | Ball State         | 7-1              | Ball State         | 7-1      |          |
| 24e   | San Jose State     | 7-1              | San Jose State     | 7-1      |          |
| 25e   | Buffalo            | 6-1              | Buffalo            | 6-1      |          |

## College Football Playoff
Le système du College Football Playoff est utilisé pour déterminer le champion annuel de la NCAA Division I Football Bowl Subdivision. Treize experts composent un comité qui est chargé d'établir la liste des vingt-cinq meilleures équipes après les matchs des sept derniers week-ends de compétition. Les quatre premières équipes du dernier classement sont qualifiées pour jouer les demi-finales du CFP et les vainqueurs se disputent ensuite le titre lors du College Football Championship Game,.
|  | Demi-finales                    | Demi-finales                |                              |    | Finale                                                   | Finale                                                   |
|  | Demi-finales                    | Demi-finales                |                              |    | Finale                                                   | Finale                                                   |
|  |                                 |                             |                              |    |                                                          |                                                          |
|  | Rose Bowl, 1er janvier 2021     | Rose Bowl, 1er janvier 2021 |                              |    | College Football Championship Game 2021, 11 janvier 2021 | College Football Championship Game 2021, 11 janvier 2021 |
|  | Rose Bowl, 1er janvier 2021     | Rose Bowl, 1er janvier 2021 |                              |    | College Football Championship Game 2021, 11 janvier 2021 | College Football Championship Game 2021, 11 janvier 2021 |
|  | #1 Crimson Tide de l'Alabama    | 31                          |                              |    | College Football Championship Game 2021, 11 janvier 2021 | College Football Championship Game 2021, 11 janvier 2021 |
|  | #1 Crimson Tide de l'Alabama    | 31                          |                              |    | College Football Championship Game 2021, 11 janvier 2021 | College Football Championship Game 2021, 11 janvier 2021 |
|  | #4 Fighting Irish de Notre Dame | 14                          |                              |    | College Football Championship Game 2021, 11 janvier 2021 | College Football Championship Game 2021, 11 janvier 2021 |
|  | #4 Fighting Irish de Notre Dame | 14                          | #1 Crimson Tide de l'Alabama | 52 |                                                          |                                                          |
|  | Sugar Bowl, 1er janvier 2021    |                             | #1 Crimson Tide de l'Alabama | 52 |                                                          |                                                          |
|  |                                 | #3 Buckeyes d'Ohio State    | 24                           |    |                                                          |                                                          |
|  | #2 Tigers de Clemson            | #3 Buckeyes d'Ohio State    | 24                           | 28 |                                                          |                                                          |
|  | #2 Tigers de Clemson            |                             |                              | 28 |                                                          |                                                          |
|  | #3 Buckeyes d'Ohio State        | 49                          |                              |    |                                                          |                                                          |
|  | #3 Buckeyes d'Ohio State        | 49                          |                              |    |                                                          |                                                          |

## Bowls
La NCAA a renoncé aux exigences d'éligibilité pour les bowls de la saison 2020-2021 afin de « permettre à autant d'étudiants-athlètes que possible d'y participer ». 
Au début du mois de novembre, la Pacific-12 Conference, annonce que ses équipes ne seront éligibles pour un bowl que si elles ont obtenu un minimum de 50 % de victoires en saison régulière.
Plusieurs programmes ont décidé de ne pas participer à un bowl (date de décision):
- Tigers de LSU (9 décembre)[20] :
- Eagles de Boston College (10 décembre)[21] ;
- Panthers de Pittsburgh (11 décembre)[22] ;
- Cavaliers de la Virginie (13 décembre)[23] ;
- Cardinal de Stanford (13 décembre)[24].

Le 30 octobre, la programmation des matchs d'après-saison est annoncée soit 37 bowls dont la finale du CFP,. Ce nombre passe à 36 bowl le 27 novembre à la suite de l'annulation du Pinstripe Bowl. Ce sont ensuite le Sun Bowl et le LA Bowl qui sont respectivement annulés le 1er décembre 2020 et le 7 décembre 2020. Le nombre total de bowl restant est donc de réduit à 34.
Le Frisco Bowl est annulé le 15 décembre 2020, SMU ayant trop de cas de Covid-19 au sein de son équipe. UTSA est reversé dans le First Responder Bowl.
L'Independence Bowl, le Birmingham Bowl et le Guaranteed Rate Bowl ont été annulés le 20 décembre 2020 par manque d'équipes disponibles pouvant y participer,.
Le Military Bowl a été officiellement annulé pour les mêmes raisons le 21 décembre 2020,.
Le 22 décembre 2020, le Gasparilla Bowl est annulé après une augmentation des cas de Covid-19 au sein de l'équipe des  Gamecocks de la Caroline du Sud.
Le 27 décembre 2020, le Music City Bowl 2020 est annulé, Missouri ayant détecté trop de cas de Covid-19 au sein de son équipe. Il en va de même pour le Texas Bowl 2020 qui est annulé le 29 décembre 2020 TCU ayant détecté de trop nombreux cas de Covid-19 au sein de son équipe.
| Nombre de bowls prévus initialement                    | 41  | Finale nationale comprise |
| Bowls annulés en 2020-21                               | -17 | Bahamas Bowl, Birmingham Bowl, Frisco Bowl, Gasparilla Bowl, Guaranteed Rate Bowl, Hawaii Bowl, Holiday Bowl, Independence Bowl, LA Bowl, Las Vegas Bowl, Military Bowl, Music City Bowl, Pinstripe Bowl, Quick Lane Bowl, Redbox Bowl, Sun Bowl, Texas Bowl |
| Nouveaux bowls en 2020-21                              | +1  | Myrtle Beach Bowl |
| Bowl alternatif créé uniquement pour la saison 2020-21 | +1  | Montgomery Bowl 2020 |
| Total des bowls pour la saison 2020–21                 | 26  | |

### Bowls majeurs
Les cas d'infection liés à la Covid-19 en très forte augmentation dans le sud de la Californie et les mesures prises pour lutter contre la pandémie au sein de cet État ont entrainé le déplacement de la ½ finale du CFP prévue au Rose Bowl. Celle-ci aura finalement lieu le 1er janvier 2021 au AT&T Stadium d'Arlington au Texas deux jours après le Cotton Bowl Classic. Les familles des joueurs et des entraîneurs pourront assister au match ce qui n'aurait pas été le cas si le match avait été maintenu en Californie, toutes les manifestations sportives dans cet État se déroulant à huis clos depuis le mois de mars 2020.
| Bowl                          | Date             | Lieu                                            | Équipe 1                                   | Équipe 2                               | Score   |
| ----------------------------- | ---------------- | ----------------------------------------------- | ------------------------------------------ | -------------------------------------- | ------- |
| Cotton Bowl Classic (B12-SEC) | 30 décembre 2021 | AT&T Stadium Arlington, TX                      | #6 Sooners de l'Oklahoma (8–2)             | #7 Gators de la Floride (8–3)          | 55 - 20 |
| Peach Bowl (AAC-SEC)          | 1er janvier 2021 | Mercedes-Benz Stadium Atlanta, Géorgie          | #8 Bearcats de Cincinnati (9–0)            | #9 Bulldogs de la Géorgie (7–2)        | 21 - 24 |
| Rose Bowl (1/2 finale CFP)    | 1er janvier 2021 | AT&T Stadium Arlington, TX                      | #1 Crimson Tide de l'Alabama (11-0)        | #4 Fighting Irish de Notre Dame (10-1) | 31 - 14 |
| Sugar Bowl (1/2 finale CFP)   | 1er janvier 2021 | Mercedes-Benz Superdome La Nouvelle-Orléans, LA | #2 Tigers de Clemson (10-1)                | #3 Buckeyes d'Ohio State (6-0)         | 28 - 49 |
| Fiesta Bowl (Pac 12-B12)      | 2 janvier 2021   | State Farm Stadium Glendale, Arizona            | #25 Ducks de l'Oregon (4–2)                | #10 Cyclones d'Iowa State (8–3)        | 17 - 34 |
| Orange Bowl (ACC-SEC)         | 2 janvier 2021   | Hard Rock Stadium Miami Gardens, FA             | #13 Tar Heels de la Caroline du Nord (8–3) | #5 Aggies de Texas A&M (8–1)           | 27 - 41 |
| Finale CFP                    | 11 janvier 2021  | Hard Rock Stadium Miami Gardens, FA             | #1 Crimson Tide de l'Alabama (12-0)        | #3 Buckeyes d'Ohio State (7-0)         | 52 - 24 |

### Autres bowls
| Bowl                                  | Date             | Lieu                                                    | Équipe 1                                             | Équipe 2                                             | Score                                                |
| ------------------------------------- | ---------------- | ------------------------------------------------------- | ---------------------------------------------------- | ---------------------------------------------------- | ---------------------------------------------------- |
| Frisco Bowl (AAC-C USA) Co            | 19 décembre 2020 | Toyota Stadium Frisco (Texas)                           | Bowl annulé à cause de la pandémie de Covid-19.      | Bowl annulé à cause de la pandémie de Covid-19.      | Bowl annulé à cause de la pandémie de Covid-19.      |
| Myrtle Beach Bowl (Sun Belt/C USA)    | 20 décembre 2020 | Brooks Stadium Conway, Caroline du Sud                  | Mountaineers d'Appalachian State (8–3)               | Mean Green de North Texas (4–5)                      | 56 - 28                                              |
| Famous Idaho Potato Bowl (MWC-AAC)    | 22 décembre 2020 | Albertsons Stadium Boise (Idaho)                        | Wolf Pack du Nevada (6–2)                            | Green Wave de Tulane (6–5)                           | 38 - 27                                              |
| Boca Raton Bowl (AAC-Ind.)            | 22 décembre 2020 | FAU Stadium Boca Raton (Floride)                        | Knights de l'UCF (6–3)                               | #17 Cougars de BYU (10–1)                            | 23 - 49                                              |
| New Orleans Bowl (C-USA-Sun Belt)     | 23 décembre 2020 | Mercedes-Benz Superdome La Nouvelle-Orléans (Louisiane) | Bulldogs de Louisiana Tech (5–4)                     | Eagles de Georgia Southern (7–5)                     | 03 - 38                                              |
| Montgomery Bowl (C USA-AAC)           | 23 décembre 2020 | Cramton Bowl Montgomery, Alabama                        | Owls de Florida Atlantic (5–3)                       | Tigers de Memphis (7–3)                              | 10 - 25                                              |
| New Mexico Bowl (AAC-MWC)             | 24 décembre 2020 | Toyota Stadium Frisco, Texas                            | Cougars de Houston (3–4)                             | Rainbow Warriors d'Hawaii (4–4)                      | 14 - 28                                              |
| Camellia Bowl (MAC-C USA)             | 25 décembre 2020 | Cramton Bowl Montgomery (Alabama)                       | Bulls de Buffalo (5–1)                               | Thundering Herd de Marshall (7–2)                    | 17 - 10                                              |
| Gasparilla Bowl (C USA-SEC)           | 26 décembre 2020 | Raymond James Stadium Tampa (Floride)                   | Bowl annulé à cause de la pandémie de Covid-19.      | Bowl annulé à cause de la pandémie de Covid-19.      | Bowl annulé à cause de la pandémie de Covid-19.      |
| First Responder Bowl (C USA-Sun Belt) | 26 décembre 2020 | Gerald J. Ford Stadium University Park (Texas)          | Roadrunners de l'UTSA (7–4)                          | #19 Ragin' Cajuns de Louisiane (9–1)                 | 24 - 31                                              |
| LendingTree Bowl (C USA-Sun Belt)     | 26 décembre 2020 | Ladd–Peebles Stadium Mobile, (Alabama)                  | Hilltoppers de Western Kentucky (5–6)                | Panthers de Georgia State (5–4)                      | 21 - 39                                              |
| Cure Bowl (Ind.-Sun Belt)             | 26 décembre 2020 | Camping World Stadium Orlando, Floride                  | Flames de Liberty (9–1)                              | #12 Chanticleers de Coastal Carolina (11–0)          | 37 - 34                                              |
| Independence Bowl (Ind.-Pac 12)       | 26 décembre 2020 | Independence Stadium Shreveport (Louisiane)             | Bowl annulé à cause du manque d'équipes disponibles, | Bowl annulé à cause du manque d'équipes disponibles, | Bowl annulé à cause du manque d'équipes disponibles, |
| Guaranteed Rate Bowl (Big 12-Big Ten) | 26 décembre 2020 | Chase Field Phoenix (Arizona)                           | Bowl annulé à cause du manque d'équipes disponibles, | Bowl annulé à cause du manque d'équipes disponibles, | Bowl annulé à cause du manque d'équipes disponibles, |
| Military Bowl (ACC-AAC)               | 28 décembre 2020 | Navy-Marine Corps Memorial Stadium Annapolis (Maryland  | Bowl annulé à cause du manque d'équipes disponibles, | Bowl annulé à cause du manque d'équipes disponibles, | Bowl annulé à cause du manque d'équipes disponibles, |
| Cheeze-It Bowl (B12-ACC)              | 29 décembre 2020 | Camping World Stadium Orlando (Floride)                 | #21 Cowboys d'Oklahoma State (7–3)                   | #18 Hurricanes de Miami (8–2)                        | 37 - 34                                              |
| Alamo Bowl (Big 12-Pac 12)            | 29 décembre 2020 | Alamodome San Antonio (Texas)                           | #20 Longhorns du Texas (6–3)                         | Buffaloes du Colorado (4–1)                          | 55 - 23                                              |
| Duke's Mayo Bowl (ACC-Big 10)         | 30 décembre 2020 | Bank of America Stadium Charlotte (Caroline du Nord)    | Demon Deacons de Wake Forest (4–4)                   | Badgers du Wisconsin (3–3)                           | 28 - 42                                              |
| Music City Bowl (Big 10-SEC)          | 30 décembre 2020 | Nissan Stadium Nashville (Tennessee)                    | Bowl annulé à cause de la pandémie de Covid-19.      | Bowl annulé à cause de la pandémie de Covid-19.      | Bowl annulé à cause de la pandémie de Covid-19.      |
| Armed Forces Bowl (AAC-SEC)           | 31 décembre 2020 | Amon G. Carter Stadium Fort Worth (Texas)               | #24 Golden Hurricane de Tulsa (6–2)                  | Bulldogs de Mississippi State (3–7)                  | 26 - 28                                              |
| Liberty Bowl (Big 12-Ind.)            | 31 décembre 2020 | Liberty Bowl Memorial Stadium Memphis (Tennessee)       | Mountaineers de la Virginie-Occidentale (5–4)        | Black Knights de l'Army (9–2)                        | 24 - 21                                              |
| Arizona Bowl (MWC-MAC)                | 31 décembre 2020 | Arizona Stadium Tucson (Arizona)                        | #22 Spartans de San Jose State (7–0)                 | Cardinals de Ball State (6–1)                        | 13 - 34                                              |
| Texas Bowl (Big 12-SEC)               | 31 décembre 2020 | NRG Stadium Houston (Texas)                             | Bowl annulé à cause de la pandémie de Covid-19.      | Bowl annulé à cause de la pandémie de Covid-19.      | Bowl annulé à cause de la pandémie de Covid-19.      |
| Birmingham Bowl (AAC-SEC)             | 1er janvier 2021 | Legion Field Birmingham (Alabama)                       | Bowl annulé à cause du manque d'équipes disponibles, | Bowl annulé à cause du manque d'équipes disponibles, | Bowl annulé à cause du manque d'équipes disponibles, |
| Citrus Bowl (Big 10-SEC)              | 1er janvier 2021 | Camping World Stadium Orlando (Floride)                 | #14 Wildcats de Northwestern (6–2)                   | Tigers d'Auburn (6–4)                                | 35 - 19                                              |
| Gator Bowl (ACC-SEC)                  | 2 janvier 2021   | TIAA Bank Field Jacksonville (Floride)                  | #23 Wolfpack de NC State (8–3)                       | Wildcats du Kentucky (4–6)                           | 21 - 23                                              |
| Outback Bowl (SEC-Big 10)             | 2 janvier 2021   | Raymond James Stadium Tampa (Floride)                   | Rebels d'Ole Miss (4–5)                              | #11 Hoosiers de l'Indiana (6–1)                      | 26 - 20                                              |

### Statistiques des bowls par conférences
| Conférence    | # de Bowls (Vic. - Déf.) |
| ------------- | ------------------------ |
| Big 12        | 5 - 0                    |
| SEC           | 7 - 2                    |
| Sun Belt      | 4 - 1                    |
| MAC           | 2 - 0                    |
| Big Ten       | 3 - 2                    |
| Indépendants  | 2 - 1                    |
| Mountain West | 2 - 1                    |
| American      | 1 - 5                    |
| Pac-12        | 0 - 2                    |
| ACC           | 0 - 6                    |
| C-USA         | 0 - 6                    |

## Récompenses

### Trophée Heisman
Le Trophée Heisman récompense le joueur universitaire «le plus remarquable».
| Place | Joueurs finalistes | Équipes                   | Postes | Points |
| ----- | ------------------ | ------------------------- | ------ | ------ |
| 1     | DeVonta Smith      | Crimson Tide de l'Alabama | WR     | 1 856  |
| 2     | Trevor Lawrence    | Tigers de Clemson         | QB     | 1 187  |
| 3     | Mac Jones          | Crimson Tide de l'Alabama | QB     | 1 130  |
| 4     | Kyle Trask (en)    | Gators de la Floride      | QB     | 61     |

### Autres trophées

#### Joueurs
| Dénomination du trophée                                                                | Joueur                   | Poste | Équipe                         | Réf.   |
| -------------------------------------------------------------------------------------- | ------------------------ | ----- | ------------------------------ | ------ |
| Trophée Associated Press (meilleur joueur de la saison)                                | DeVonta Smith            | WR    | Crimson Tide de l'Alabama      |        |
| Maxwell Award (meilleur joueur de la saison)                                           | DeVonta Smith            | WR    | Crimson Tide de l'Alabama      | [ 39 ] |
| Trophée Sporting News (meilleur joueur de la saison)                                   | DeVonta Smith            | WR    | Crimson Tide de l'Alabama      |        |
| Walter Camp Award (meilleur joueur de la saison)                                       | DeVonta Smith            | WR    | Crimson Tide de l'Alabama      | [ 39 ] |
| Trophée Burlsworth (meilleur joueur ayant commencé sa carrière NCAA comme « walk-on ») | Jimmy Morrissey (en)     | C     | Panthers de Pittsburgh         | [ 40 ] |
| Paul Hornung Award (en)                                                                | DeVonta Smith            | WR    | Crimson Tide de l'Alabama      |        |
| Trophée William V. Campbell                                                            | Brady White (en)         | QB    | Tigers de Memphis              |        |
| Trophée Wuerffel                                                                       | Teton Saltes             | OT    | Lobos du Nouveau-Mexique       |        |
| Trophée Outland (meilleur joueur de ligne intérieur, offensif ou défensif)             | Alex Leatherwood         | OT    | Crimson Tide de l'Alabama      | [ 39 ] |
| Trophée Jon-Cornish (meilleur joueur canadien)                                         | John Metchie III (en)    | WR    | Crimson Tide de l'Alabama      | [ 41 ] |
| Quarterback                                                                            |                          |       |                                |        |
| Davey O'Brien Award                                                                    | Mac Jones                | QB    | Crimson Tide de l'Alabama      | [ 39 ] |
| Johnny Unitas Award (senior/4e année)                                                  | Mac Jones                | QB    | Crimson Tide de l'Alabama      |        |
| Manning Award                                                                          | Mac Jones                | QB    | Crimson Tide de l'Alabama      |        |
| Running-back                                                                           |                          |       |                                |        |
| Doak Walker Award                                                                      | Najee Harris             | RB    | Crimson Tide de l'Alabama      | [ 39 ] |
| Wide-receiver                                                                          |                          |       |                                |        |
| Fred Biletnikoff Award                                                                 | DeVonta Smith            | WR    | Crimson Tide de l'Alabama      | [ 39 ] |
| Tight-end                                                                              |                          |       |                                |        |
| John Mackey Award                                                                      | Kyle Pitts               | TE    | Gators de la Floride           | [ 39 ] |
| Hommes de ligne                                                                        |                          |       |                                |        |
| Trophée Dave Rimington (center)                                                        | Landon Dickerson         | C     | Crimson Tide de l'Alabama      | [ 39 ] |
| Trophée Bronko Nagurski (meilleur joueur défensif)                                     | Zaven Collins            | LB    | Golden Hurricane de Tulsa      | [ 42 ] |
| Chuck Bednarik Award (meilleur joueur défensif)                                        | Zaven Collins            | LB    | Golden Hurricane de Tulsa      | [ 39 ] |
| Trophée Lott (meilleur impact défensif)                                                | Paddy Fisher,            | LB    | Wildcats de Northwestern       |        |
| Linebacker                                                                             |                          |       |                                |        |
| Dick Butkus Award (linebacker)                                                         | Jeremiah Owusu-Koramoah  | LB    | Fighting Irish de Notre-Dame   | [ 43 ] |
| Defensive-back                                                                         |                          |       |                                |        |
| Jim Thorpe Award                                                                       | Trevon Moehrig           | S     | Horned Frogs de TCU            | [ 39 ] |
| Équipes spéciales                                                                      |                          |       |                                |        |
| Lou Groza Award (kicker)                                                               | Jose Borregales (en)     | K     | Hurricanes de Miami            | [ 39 ] |
| Ray Guy Award (punter)                                                                 | Pressley Harvin III (en) | P     | Yellow Jackets de Georgia Tech | [ 39 ] |
| Jet Award (spécialiste des retours)                                                    | Avery Williams (en)      | CB/RS | Broncos de Boise State         | [ 44 ] |
| Patrick Mannelly Award (en) (long snapper)                                             | Thomas Fletcher          | LS    | Crimson Tide de l'Alabama      |        |
| Peter Mortell Award (en) (holder)                                                      | Spencer Jones            | H     | Sooners de l'Oklahoma          |        |

#### Entraîneurs

##### Entraîneurs principaux
| Dénomination du trophée                 | Entraîneur          | Équipe                           | Réf. |
| --------------------------------------- | ------------------- | -------------------------------- | ---- |
| AFCA Coach of the Year (en)             | Tom Allen (en)      | Hoosiers de l'Indiana            |      |
| Associated Press Coach of the Year (en) | Jamey Chadwell (en) | Chanticleers de Coastal Carolina |      |
| Bobby Dodd Coach of the Year            | Pat Fitzgerald (en) | Wildcats de Northwestern         |      |
| Eddie Robinson Coach of the Year        | Jamey Chadwell      | Chanticleers de Coastal Carolina |      |
| George Munger Award (en)                | Jamey Chadwell      | Chanticleers de Coastal Carolina |      |
| Home Depot Coach of the Year            | Jamey Chadwell      | Chanticleers de Coastal Carolina |      |
| Paul « Bear » Bryant Award              | Nick Saban          | Crimson Tide de l'Alabama        |      |
| Walter Camp Coach of the Year           | Jamey Chadwell      | Chanticleers de Coastal Carolina |      |

##### Entraîneurs adjoints
| Dénomination du trophée          | Entraîneur           | Poste | Équipe                    | Réf. |
| -------------------------------- | -------------------- | ----- | ------------------------- | ---- |
| AFCA Assistant Coach of the Year | Randy Bates (en)     | DC    | Panthers de Pittsburgh    |      |
| Broyles Award                    | Steve Sarkisian (en) | OC    | Crimson Tide de l'Alabama |      |